# Съсекс (окръг, Делауеър)
Окръг Съсекс (на английски: Sussex County) е окръг в щата Делауеър, Съединени американски щати. Площта му е 3098 km², а населението – 220 251 души (2016). Административен център е град Джорджтаун.